# Corea del Norte en los Juegos Olímpicos de Montreal 1976
Corea del Norte estuvo representada en los Juegos Olímpicos de Montreal 1976 por un total de 38 deportistas, 36 hombres y 2 mujeres, que compitieron en 8 deportes.

## Medallistas
El equipo olímpico norcoreano obtuvo las siguientes medallas:
| Nombre      | Deporte | Competición |
| ----------- | ------- | ----------- |
| Oro         |         |             |
| Gu Yong-Ju  | Boxeo   | –54 kg M    |
| Plata       |         |             |
| Li Byong-Uk | Boxeo   | –48 kg M    |
| Bronce      |         |             |
| —           |         |             |